# Siergiej Kalinin (strzelec)
Siergiej Aleksiejewicz Kalinin (ros. Сергей Алексеевич Kalinin, ur. 23 grudnia 1926 w Jarosławiu, zm. w październiku 1997 w Petersburgu) – rosyjski strzelec sportowy reprezentujący Związek Radziecki, brązowy medalista olimpijski z 1960, medalista mistrzostw świata i Europy.

## Życiorys
Walczył jako żołnierz Armii Czerwonej] podczas II wojny światowej.
Jako strzelec sportowy specjalizował się w strzelaniu do rzutków. Startował w konkurencji trap. Zdobył w niej brązowy medal na igrzyskach olimpijskich w 1960 w Rzymie (wyprzedzili go tylko Ion Dumitrescu z Rumunii i Galliano Rossini z Włoch). Na kolejnych igrzyskach olimpijskich w 1964 w Tokio zajął 22. miejsce.
Zdobył złote medale w konkurencji trap drużynowo na mistrzostwach świata w 1958 w Moskwie i mistrzostwach świata w 1962 w Kairze.
Zwyciężył w trapie  drużynowo na mistrzostwach Europy w 1955 w Bukareszcie i mistrzostwach Europy w 1963 w Brnie, a także zdobył srebrny medal w drużynie na mistrzostwach Europy w 1959 w Turynie.
Był mistrzem ZSRR w trapie w 1956, 1960, 1961 i 1964. W 1960 otrzymał Medal „Za pracowniczą dzielność”.

## Wyniki olimpijskie
| Igrzyska | Konkurencja | Wynik                                             | Miejsce | Źródło |
| -------- | ----------- | ------------------------------------------------- | ------- | ------ |
| IO 1960  | Trap        | Kwalifikacje 89 punktów Finał 190 punktów (99-91) |         | [ 5 ]  |
| IO 1964  | Trap        | 187 punktów (66–74-47)                            | 22.     | [ 6 ]  |